# Charles-Louis de Secondat Montesquieu
 Der er for få eller ingen kildehenvisninger i denne artikel, hvilket er et problem. Du kan hjælpe ved at angive troværdige kilder til de påstande, som fremføres i artiklen.

Charles-Louis de Secondat, baron de la Brède et de Montesquieu (født 18. januar 1689 på Château de la Brède, død 10. februar 1755 i Paris) var en fransk forfatter og politolog. Montesquieu, som var inspireret af den engelske filosof John Locke, er kendt som fortaler for magtens tredeling.

## Liv og gerning
Charles Montesquieu blev født på Château de la Brède ved Bordeaux i det sydvestlige Frankrig. Hans fader, Jacques de Secondat, var soldat med adelige aner. Hans moder, Marie Françoise de Pesnel, døde, da Charles var blot syv år gammel. Hun havde arvet en formue.
Charles-Louis de Secondat giftede sig med den protestantiske Jeanne de Lartigue efter endt studium ved Collège de Juilly. Han fik en anseelig medgift ved giftermålet. I 1713 året efter arvede han en formue og titlerne Baron de Montesquieu og Prèsident à Mortier i Parlamentet i Bordeaux. På den tid havde England erklæret sig som et konstitutionelt monarki efter The glorious revolution (1686–89) og efter Unionen i 1707, hvor foreningen af Skotland og England havde ført til dannelsen af Storbritannien. Kong Ludvig 14. af Frankrig døde i 1715 og blev afløst af den fem år gamle Ludvig 15. Disse nationale omvæltninger fik stor indflydelse på Montesquieu og bliver nævnt flere gange i hans værker.
I de britiske kolonier i Amerika blev Montesquieu højt anset som forkæmper for britisk frihed men ikke af amerikansk selvstændighed. Ifølge  Donald Lutz blev Montesquieu citeret oftere af de amerikanske grundlæggere end nogen anden - med undtagelse af Bibelen. Hans værker havde stor indflydelse på mange af de amerikanske grundlæggere efter den amerikanske selvstændighed, især James Madison fra  Virginia, kendt som "Grundlovens fader". Montesquieus filosofi om at "regeringsmagten bør fungere således, at ingen behøver at frygte hinanden" var en påmindelse for Madison og flere andre om, at et tydelig defineret og balanceret skel mellem de ledende magter var nødvendigt for at danne et frit og stabilt grundlag for den nye regeringsmagt.
Montesquieu rejste i  flere år til Østrig og Ungarn ved siden af sin virksomhed som forfatter af flere værker om samfundet og politik. Han tilbragte et år i Italien og halvandet i England, før han slog sig ned i Frankrig igen.
Han gjorde sig i 1721 første gang internationalt bemærket med en velskrevet satire over samtidens franske samfund, Lettres persanes. Han offentliggjorde i 1734 sit første statsteoretiske arbejde, Considérations sur les causes de la grandeur des Romains et de leur décadence. I det opfølgende værk, L'Esprit des Lois (Lovens ånd) fra 1748 drøfter han forskellige politiske systemer og analyserer lovene som et socialt fænomen. Han præsenterer her det, han i eftertiden nok er mest kendt for, nemlig magtadskillelsesprincippet. På baggrund af studier af engelsk historie og filosofi hævdede Montesquieu at finde belæg for, at politisk magt må være delt mellem tre frit stående institutioner: en lovgivende, en udøvende og en dømmende. Værket, som også fremhæver teorier om menneskerettigheder, har siden haft en betydelig indflydelse på vestlig politisk tænkning og konstitutionel praksis. Montesquieus tanker blev en vigtig inspiration ved udformningen af grundlovene i USA, Frankrig, Belgien, Danmark og Norge. Hans næste værk, Considérations sur les causes de la grandeur des Romains et de leur décadence fra 1734, bliver betragtet som en overgang fra Lettres persanes til hans mesterværk, De l’Esprit des Lois, der blev udgivet anonymt i 1748 og hurtigt fik stor indflydelse. Værket mødte modstand fra både tilhængere og modstandere af regimet i Frankrig. I 1751 forbød den katolske kirke flere af Montesquieus værker som l’Esprit og satte det på indekset over forbudte bøger. Værket modtog derimod megen ros fra resten af Europa og især fra Storbritannien.
Han var plaget af dårligt syn og var blind, da han i 1755 døde af feber. Han blev begravet i Èglise Saint-Sulpice i Paris.
Et gennemgående tema hos Montesquieu er, at man må kende de principper, som former menneskets adfærd og samfundets historie for at forme og forstå de love, som skal gælde i et samfund. Han hævdede, at lovene bliver til i et samspil mellem den mere eller mindre universelle menneskelige natur og det stadig skiftende lokale sociale og naturgivne miljø.

## Om Lovenes Ånd
Af de tanker og analyser, som Montesquieu fremstiller i det omfattende arbejde L’esprit des lois, fremhæves tre teser: hans klimalære, magtdelingsprincippet og hans opfattelse af forskellige statsformer. Hans berømmelse og betydning til trods var hans filosofi ikke original men har lånt og sammenført tanker, som andre allerede havde givet udtryk for. Klimalæren indebar i sin tid et skridt mod en relativisering af retsfilosofien, men mange bærende tanker var normative snarere end deskriptive og tillige moraliserende.

### Om statsformer
Den ledende tanke i L’esprit des lois er, at samfundsindretningerne (lovene og samfundets institutioner) ikke bør bedømmes efter en universel målestok, som den rådende anskuelse, men efter hvorvidt de gav menneskene, som levede i samfundet, retfærdighed og frihed. Han opstillede derfor ikke et almengyldigt forfatningsideal men anerkendte republikansk, demokratisk eller aristokratisk og monarkisk som berettigede alt efter de forskellige forhold. Hvad han fordømte, var alene despoti og anarki, som begge indebar lovløshed. Modsat fx Rousseau anerkendte han dog, at retfærdighed var uafhængigt af samfundet og derfor kunne bedømmes videnskabeligt af en kritisk person.
Med sin skildring af de to republikanske statsformer regnede han egentlig kun med fortidens stadsrepublikker (Hellas, Rom) og troede ikke, at de var mulige at gennemføre i moderne storstater, men hvad han sagde om dyden (som han definerede som en uselvisk medborgerindstilling) som den uomgængelige forudsætning for et vellykket udfald af den demokratiske statsform, har tidløs gyldighed. Det idealiserede billede, han gav af antikkens demokratiske republikker skulle få følger, som han ikke havde anet. I strid med hele hans opfattelse gjordes den til et almengyldigt ideal, og som sådan inspirerede den til  den Franske revolutions antikinspirerede republikanisme.
Hvad Montesquieu mente med monarki var nærmest Frankrig før Ludvig 14.s centralisering og nivellerende despotisme: en stat, hvor monarken visselig er kilden til al magt men i sin magtudøvelse begrænses af visse grundlove og af aristokratisk formidlede korporationer (pouvoirs intermédiaires) som adel, hierarki og en uafhængig dommerstand, som overvågede lovens hellighed (det franske parlament). Fundamental blev dermed hans inddeling af samfundsklasser: han anerkendte tre samfundsklasser i Frankrig: i udtrykket trias politica monarkiet, aristokratiet og almenheden.

### Klimalæren
Ved sin bedømmelse af styrelsesformens egnethed opstillede han folkenes levevilkår, deres geografiske og økonomiske forhold, deres størrelse, skikke, religion, historie osv. og det var netop denne relativitet, som han anså kom til udtryk i Lovenes Ånd, om end relativismen ikke var fuldstændig. Med hensyn til magtdelingen er han tvært imod normativ. Hans analyse af klimavilkårene i bog XIV er blevet kendt som klimalæren, en teori, som han ikke var ene ophavsmand til, men som han videreudviklede og spredte.
Under den hører Montesquieus opfattelse af karakterer hos verdens folk, som han mente var opstået og korresponderede med det klima, som folkene stammede fra. Mennesker i varme lande, mente han, var styrede af deres lyster og antipatier, var ærekære og dovne samt krævede lov og orden i højere grad end folk i nord. Mennesker i nord var kraftigere, mere fremturende eller djærve, højmodige men tilgivende samt uvillige til at nyde og skabe skønhed. I nord nød man uden smålighed det, som blev tilbudt. Mennesker i nord havde ikke lige så udviklede love og dømte efter hvad, øjet så. Europæere, som bosatte sig i Indien, ville med tiden miste deres europæiske træk på grund af klimaet.
Med denne teori fik han indflydelse på senere tiders racebiologi derved, at han dels opstillede folketypologier, dels indledte et metodologisk vendepunkt i humanvidenskaberne, som i højere grad skulle underkaste sig medicinsk videnskab, biologi og etnologi.

### Menneskets frihed
Den højeste form af statsliv anså han frihed, hvormed han mente, at individernes sikkerhed var betrygget ved, at de ikke kunne tvinges til andet, end hvad loven påbød, eller forhindres fra at gøre, hvad loven tillod. Hertil fordredes, anså han, at magt begrænses af magt, thi "det er en evig erfaring, at enhver magtindehaver fristes att misbruge sin myndighed og går, til han møder grænser". Findes en sådan begrænsning nægtede han ikke, at friheden kunne forekomme i republikker, men nærmest anså han den for at høre hjemme i monarkiet, hvis natur er at på denne måde blive "modereret".

### Magtdelingsprincippet
Fuldt betryggende for friheden fandt han dog kun at være monarkiet med en magtfordeling (separation des pouvoirs) ifølge hvilken, den udøvende, den lovgivende og den dømmende magt skulle tilhøre indbyrdes uafhængige indehavere af hans trias politica: den udøvende monarken, den lovgivende folkeforsamlingen bestående af et aristokratisk overhus og et folkevalgt underhus og den dømmende af uafhængige dommere. Dette anså han være virkeliggjort i England, hvis statsform han derfor fremstillede som forbillede for en fri forfatning.
Udkastet til denne magtfordelingslære var allerede gjort af John Locke, men afvigende fra denne gennemførte Montesquieu den mere fuldstændigt: en indehaver af en "magt" måtte aldrig deltage i udøvelsen af en anden. Indehaveren af den udøvende burde eksempelvis kun for at ikke lide indtrængende i denne sin magt have vetoret i lovgivning men frakendtes sanktionsret, ansås ikke at behøve initiativ og burde end ikke ved sine ministre kunne deltage i den lovgivende forsamlings diskussioner.
Denne absolutte form af magtfordelingslæren har vist sig svær at gennemføre i praksis, men det er dog Montesquieus autoritet, som har givet den en verdenshistorisk udstrækning, og hvad som - trods alle modifikationer af den - står fast er, at under normale forhold både statens egen sikkerhed og den personlige frihed kræver, at, på en eller anden måde, de ulige, hinanden kontrollerende og begrænsende faktorer kan virke på den tilsigtede måde ved udøvelsen af statsmyndigheden. Hvor dette ikke sker (hvor magtadskillelsen ikke er reel eller hvor magten misbruges), forfalder styrets legitimitet og evne til at udføre sin opgave, og magtkorruption får overhånd.

### Lovens væsen og religionen
Montesquieu definerede loven som guddommeligt givet verden i form af naturlovene og naturretten; den positive ret og verdslig lov var dog ifølge Montesquieu en menneskelig skabelse, som var blevet til for, at mennesket var et fornuftsvæsen og dennes fornuft indser, at love og deres opretholdelse er nødvendig for menneskeligt samliv. I så måde havde han en forholdsvis sekulær tankegang. Derimod mente han, at monarkiet som statsform var bedre egnet for et katolsk samfund, mens protestantisme og islam ikke havde denne egnethed. Religionsfrihed og religiøs tolerance var endvidere noget, han fandt at være nødvendigt i stater, hvor medborgerne havde uens tro.
Det var også med hensyn til religionen, at han på en afgørende måde adskilte sig fra Locke derved, at Locke i egenskab af protestant opfattede katolicismen som autoritær og overdrevet og dermed uforenelig med det frie sind, som han virkede for i Letters concerning toleration. Montesquieu, der var katolik, vurderede denne kristne retning langt højere og anvendte indirekte Lockes egne argumenter for religionsfrihed for at legitimere dens berettigelse.

### Ejendomsretten
I lighed med John Locke ser han ejendomsretten som en af de faktorer, som betinger menneskets frihed. Dette standpunkt drev han til og med videre end Locke ved at tilkende handel den kraft, som havde fået civilisation og kultur til at nå Nordeuropa fra Middelhavslandene: ”Hvor der findes handel, findes der også milde sæder” skriver han og fortsætter med at hævde, at for samfundets del, om ikke for individerne, skaber handel fred mellem lande (L'Esprit des lois, bok IV, kapitel I/ Bok XX).

## Forfatterskab
- Les causes de l'écho
- Les glandes rénales
- La cause de la pesanteur des corps
- La damnation éternelle des païens 1711
- Système des Idées, 1716
- Les Lettres persanes (1721; "Persiske breve")
- Le Temple de Gnide , 1724
- Arsace et Isménie, 1730
- Considérations sur les causes de la grandeur des Romains et de leur décadence, 1734
- De l'esprit des lois (1748; "Om Lovenes Ånd")
- La défense de «L'Esprit des lois», 1748
- Pensées suivies de Spicilège